# Lycodichthys
Lycodichthys  es un género de peces de la familia Zoarcidae en el orden de los Perciformes.

## Especies
- - Lycodichthys antarcticus  Pappenheim, 1911
  - Lycodichthys dearborni    DeWitt, 1962